# Кара-Ой (Таласская область)
Кара-Ой (кирг. Кара-Ой) — село в Таласском районе Таласской области Кыргызстана. Входит в состав Бекмолдоевского аильного округа. Код СОАТЕ — 41707 232 825 02 0.

## Население
По данным переписи 2009 года, в селе проживало 1886 человек.